# Christian Peter Lübeck
Christian Peter Stephensen Lübeck (Lyngby, 23 de abril de 1991) es un deportista danés que compite en vela en las clases 49er y Nacra 17.
Ganó una medalla de plata en el Campeonato Mundial de Nacra 17 de 2019 y dos medallas de bronce en el Campeonato Europeo de Nacra 17, en los años 2018 y 2019. Participó en los Juegos Olímpicos de Río de Janeiro 2016, ocupando el cuarto lugar en la clase 49er.

## Palmarés internacional
| \| Campeonato Mundial \| Campeonato Mundial \| Campeonato Mundial \| Campeonato Mundial \| \| Año \| Lugar \| Medalla \| Clase \| \| ------------------ \| ------------------------ \| ------------------ \| ------------------ \| \| 2019 \| Auckland (Nueva Zelanda) \| Medalla de plata \| Nacra 17 \| \| Campeonato Europeo \| \| \| \| \| Año \| Lugar \| Medalla \| Clase \| \| 2018 \| Gdynia (Polonia) \| Medalla de bronce \| Nacra 17 \| \| 2019 \| Weymouth (Reino Unido) \| Medalla de bronce \| Nacra 17 \| |                          |                   |          |
| Campeonato Mundial |                          |                   |          |
| Año | Lugar                    | Medalla           | Clase    |
| 2019 | Auckland (Nueva Zelanda) | Medalla de plata  | Nacra 17 |
| Campeonato Europeo |                          |                   |          |
| Año | Lugar                    | Medalla           | Clase    |
| 2018 | Gdynia (Polonia)         | Medalla de bronce | Nacra 17 |
| 2019 | Weymouth (Reino Unido)   | Medalla de bronce | Nacra 17 |